# Evangelische Kirche Holzen

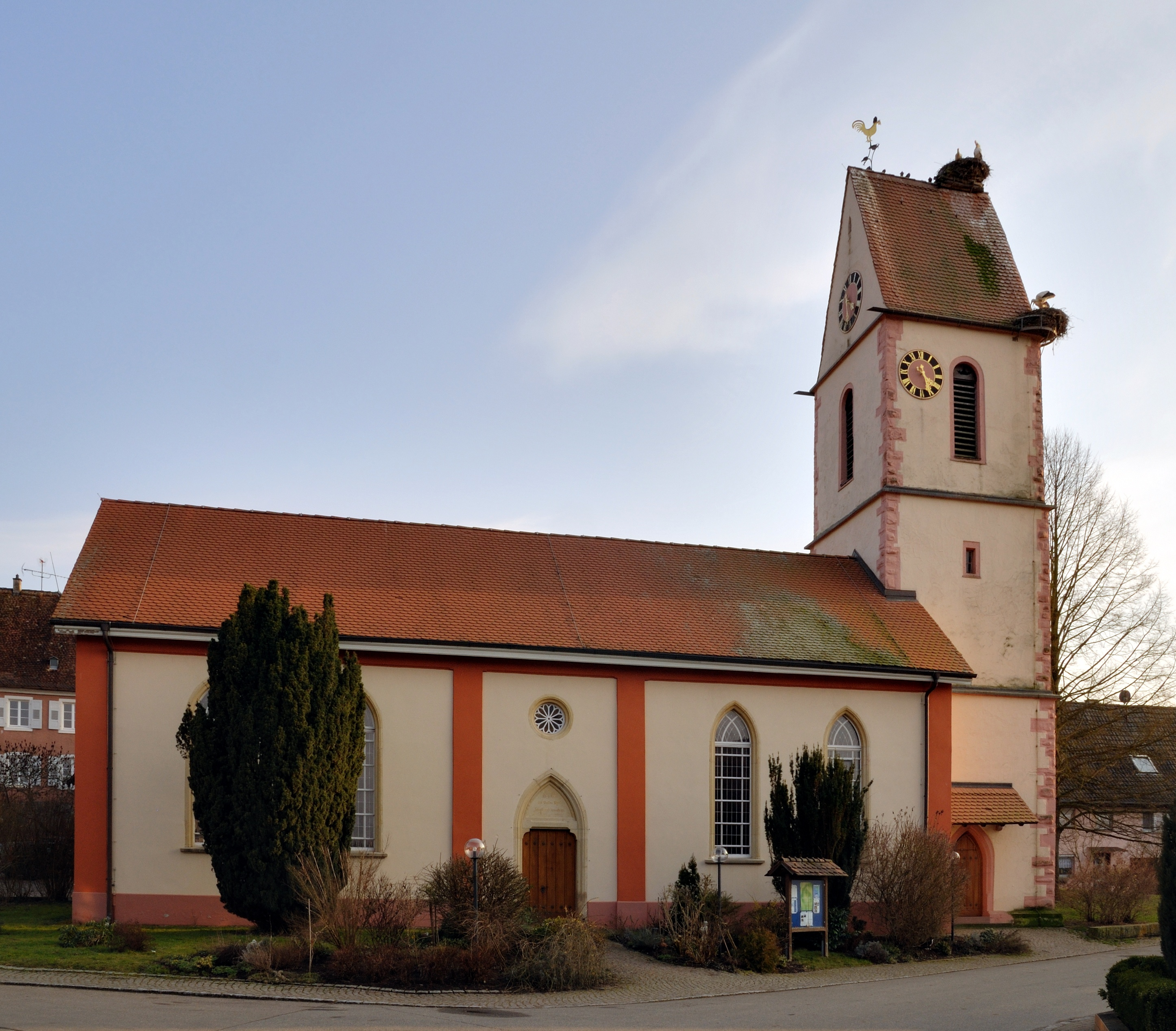
Kirche in Holzen

Die Evangelische Kirche Holzen im gleichnamigen Stadtteil des südbadischen Kandern hat ihre Ursprünge bis ins 13. Jahrhundert. Anfang der 1980er Jahre fand man im Langhaus spätgotische Fresken. An der äußeren Südwand sowie im Innenraum befinden sich zahlreiche Epitaphe. Die Kirche ist dem Patrozinium Unsere Liebe Frau geweiht.

## Geschichte
Zum ersten Mal schriftlich beurkundet wurde die Kirche in Holzen („ecclesia Holzhain“) im Jahr 1275. Einer Sage noch soll sich an der Stelle der heutigen Kirche eine Kapelle mit später angebautem Turm befunden haben.
Eine Vergrößerung des Langhauses führte man im 15. oder 16. Jahrhundert durch. In dieser Zeit schloss man den Eingang, der im Süden durch den Turm führte und fügte ein Hauptportal an der Nordfassade ein.
Während des Holländischen Krieges kam es zu Verwüstungen im Kircheninneren, die jedoch bald behoben wurden. Aus dieser Zeit um 1680 stammt der Taufstein. Gleichzeitig errichtete man eine breitere Empore an der Westwand.

## Beschreibung

### Kirchenbau
Die Holzener Kirche besteht aus einem schlichten Rechtecksbau mit einem gotischen Zwillingsfenster sowie an der Nordwand über ein spitzbogiges Portal, im zweiten Obergeschoss über kleine, rechteckige Fenster und im dritten Obergeschoss über rundbogige Klangarkaden. Über alle Stockwerke hinweg verläuft die im Markgräflerland typische Eckquaderung. An den beiden Giebelseiten befinden sich die Zifferblätter der Turmuhr.

### Innenraum und Ausstattung
Die Saalkirche ist mit einer flachen Decke eingezogen. An der Ostwand befindet sich ein von Paul Ibenthaler gestaltetes Kreuzigungsbild, das während der Renovierung nach dem Zweiten Weltkrieg vom Lörracher Künstler geschaffen wurde. Der Altar und Ambo wurden im modernen Stil gestaltet. An der Südwand hängt ein schlichtes Holzkreuz.
An der Langhaussüdwand legte man während der Renovierungsarbeiten 1981/82 eine spätgotische Malerei frei mit Darstellungen  der Heilige Familie auf der Flucht, des Kindermord in Bethlehem und eine Grablegungsszene.

### Glocken und Orgel

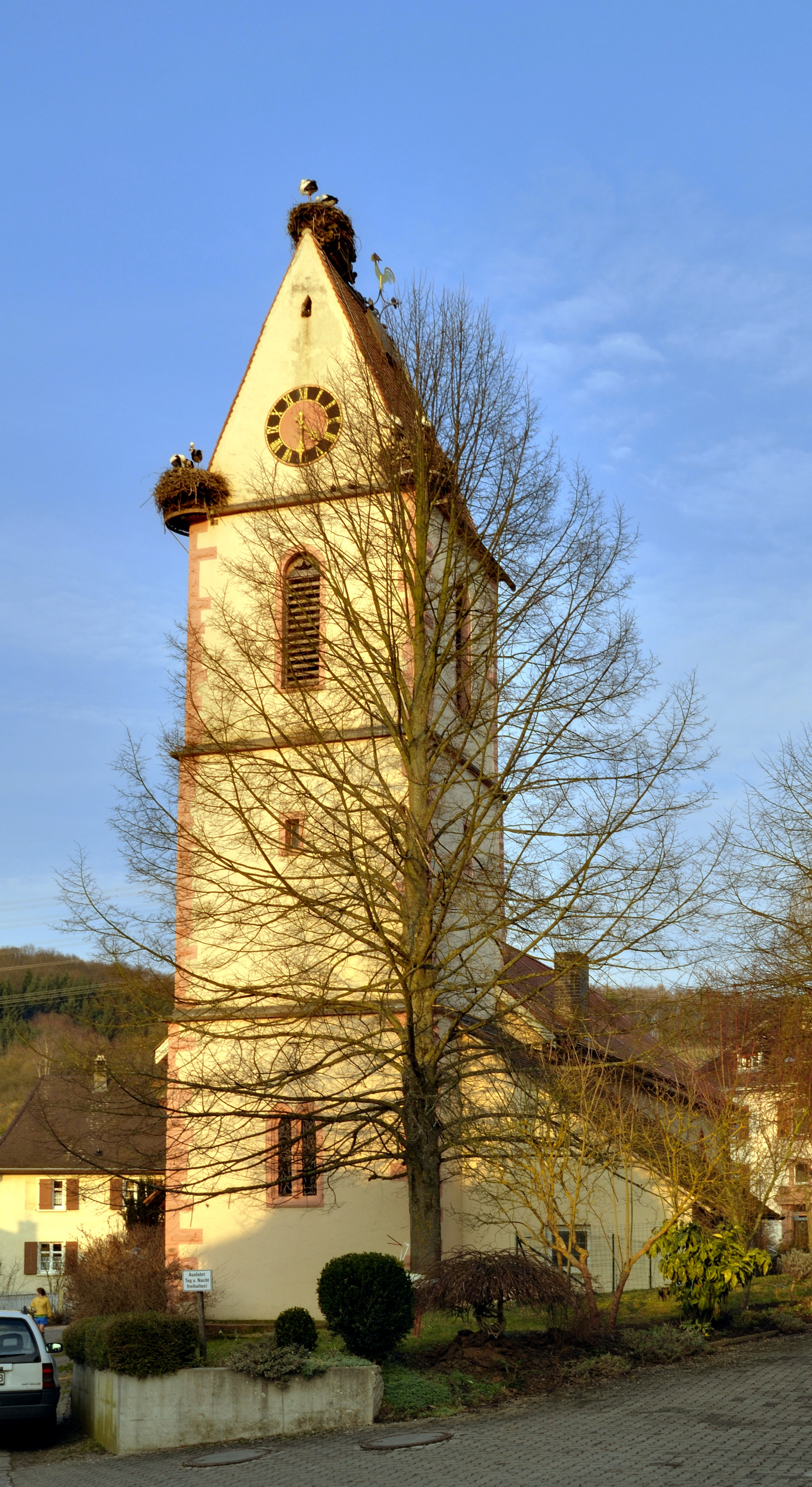
Glockenturm

Das vierstimmige Glockengeläut aus Bronze im Kirchturm setzt sich wie folgt zusammen:
| Glocke | Gießer                                    | Gussjahr | Gewicht | Schlagton |
| ------ | ----------------------------------------- | -------- | ------- | --------- |
| 1      | Glockengießerei Grüninger, Neu-Ulm        | 1950     | 600 kg  | fis′      |
| 2      | Glockengießer Beyer, Freiburg             | 1813     | 300 kg  | ais′      |
| 3      | Glockengießerei Grüninger, Neu-Ulm        | 1950     | 200 kg  | cis″      |
| 4      | Jakob Roth und Heinrich Weitenauer, Basel | 1686     | 150 kg  | e″        |
Auf der Westempore befindet sich die Orgel. Sie wurde 1886 von L. Voit und Söhne in Durlach gefertigt. Das Werk steht unter Denkmalschutz und verfügt über eine mechanische Traktur, ein Manual, Pedal und  zehn Register. 1982 und 2014 wurde die Orgel renoviert.
Ihre Disposition lautet:
| Manual C–f3 |        |
| Principal   | 8′     |
| Flöte       | 8′     |
| Gedeckt     | 8′     |
| Salicional  | 8′     |
| Octave      | 4′     |
| Hohlflöte   | 4′     |
| Octave      | 2′     |
| Mixtur      | 2 2/3′ |

| Pedal C–c' |     |
| Subbass    | 16′ |
| Octavbass  | 8′  |

### Epitaphe

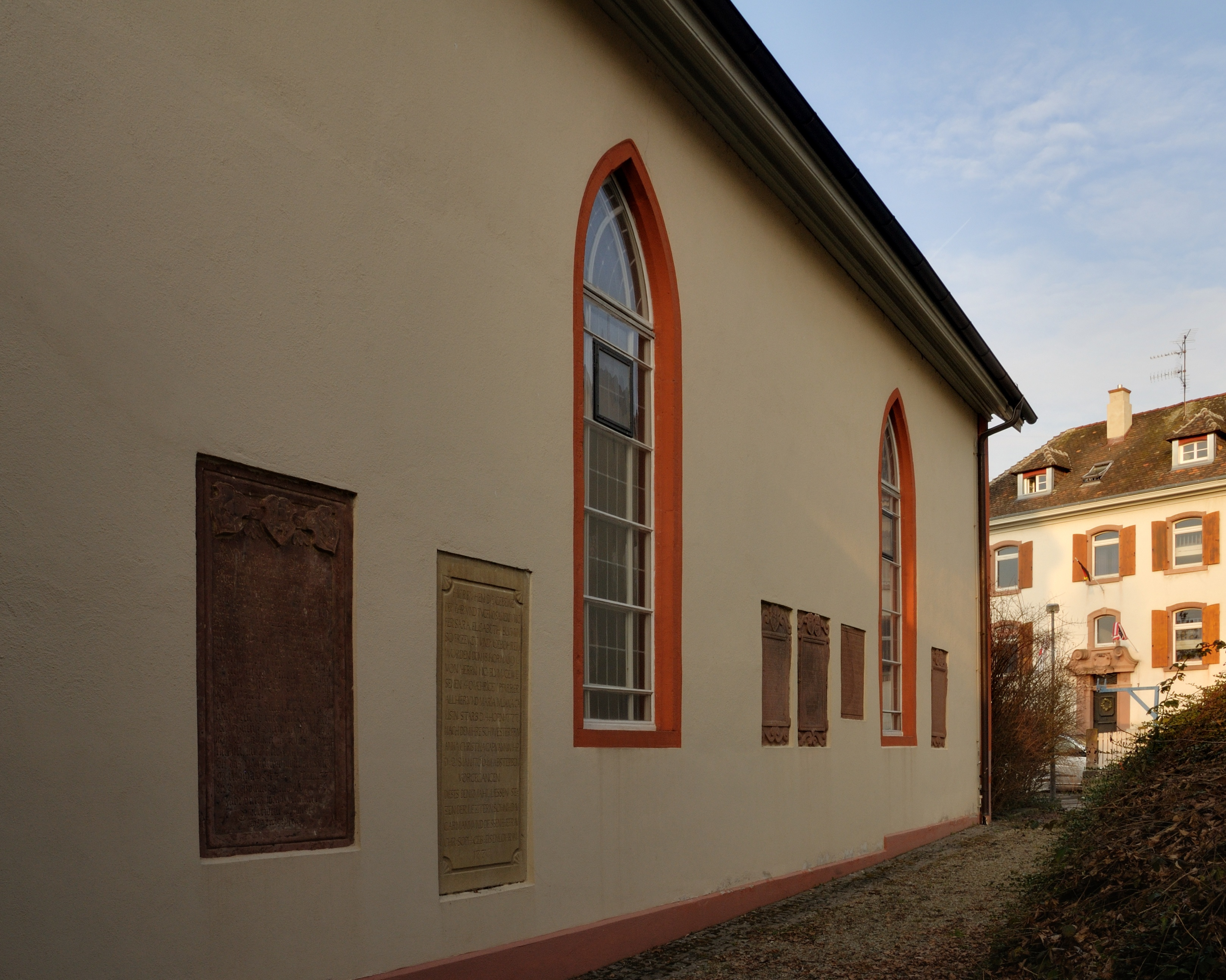
Epitaphe an der Südwand

An der Außenwand des Südfassade des Langhauses befinden sich von Ost nach West folgende Epitaphe:
- Maria Salomea Komannin geb. Biermännin († 7. März 1650), erste Frau des Pfarrers Jodocus Komann, und ihre zwei Söhnlein Johann und Martin
- Ursula K(h)ummerin, geb. Eccin († 24. Dezember 1645), Frau des Pfarrers Johann K(h)ummer, und ihre fünf Kinder Johann Georg (im 8. Tag), Johann Jacob (im 15. Tag), Johann Christoffel (im 4. Jahr), Margaretha (im 5. Jahr) und Johann Georg (im 4. Jahr)
- Martha Komannin geb. Mauritii († 17. Dezember 1657), zweite Frau des Pfarrers Jodocus Komann und ihr Sohn Martin († 7. März 1655), Jodocus Komann († 13. März 1676)
- Sara Elisabeth Blumin († 4. Februar 1777) und Leonhard Bammerlin, Vogt († 4. Juli 1668)

Im Inneren befinden sich unter der Empore zwei Grabtafel. Im Langhaus befinden sich außerdem Epitaphe von:
- Johann Prätorius, Pfarrer († 1. März 1630)
- dem Pfarrer Nicolaus Blum († 8. Juli 1724), seiner Ehefrau Maria Juliana Blum, geb. Calissin († 13. Mai 1719) und deren Sohn Johann Nicolaus Blum († 16. Juni 1711)